# Alésia (oppidum)
Alésia bylo mohutně opevněné oppidum galského kmene Mandubiů na vyvýšenině chráněné dvěma řekami. Dnes je nejčastěji ztotožňováno s obcí Alise-Sainte-Reine poblíž Dijonu v Burgundsku, ve východní Francii, ale existují i další místa vyhovující popisu bitvy možná přesněji, jako například Chaux-des-Crotenay v předhůří pohoří Jura ve východní Francii. Obléháním a dobytím Alésie (v roce 52 př. n. l.) rozdrtil Caesar poslední pokus zabránit mu v podmanění celé Galie.
Archeologické vykopávky v Alise-Sainte-Reine probíhaly již v době Napoleona III. Indicie, že jde o historickou Alésii, byla vykopána v roce 1839. Jednalo se o kamenný obelisk (49 x 74 x 13 cm) s vytesaným nejdelším známým galským nápisem:
| „ | MARTIALIS. DANNOTALI IEVRV . VCVETE . SOSIN CELICNON ETIC GOBEDBI . DVGIIONTIIO VCVETIN IN ALISIIA | “ |

Nápis byl koncem dvacátého století rozluštěn jako věnování budovy bohu Ucuetisovi (patronu kovářů). Martialis, syn Dannotalosa, nabídl tuto stavbu Ucuetisovi a kovářům, kteří slouží Ucuetisovi v Alisii.
Napoleon III. rovněž nechal roku 1865 zhotovit Vercingetorigův památník. Architektonický návrh vytvořil Eugène Viollet-le-Duc, socha vysoká 6,6 m je dílem Aimého Milleta.

## Caesarova bitva
V roce 52 př. n. l. se stala Alesia místem bitvy mezi Římany vedenými Juliem Caesarem a Galy vedenými Vercingetorigem. Výsledek bitvy určil osud celé Galie. Římané zde zvítězili a završili tak své dobyvatelské tažení nazývané galské války vedoucí k podmanění Galie. Bitva je podrobně (i když patrně jednostranně) popsána v Caesarových Zápiscích o válce galské. Během pouhých šesti týdnů bylo vybudováno obléhací opevnění v délce 15 km kolem Alésie a další 21 km dlouhý vnější prstenec opevnění, který Caesarova vojska chránil proti galským posilám přicházejícím zvnějšku. Archeologické analýzy leteckých fotografií Alise-Sainte-Reine existenci těchto opevnění potvrzují.

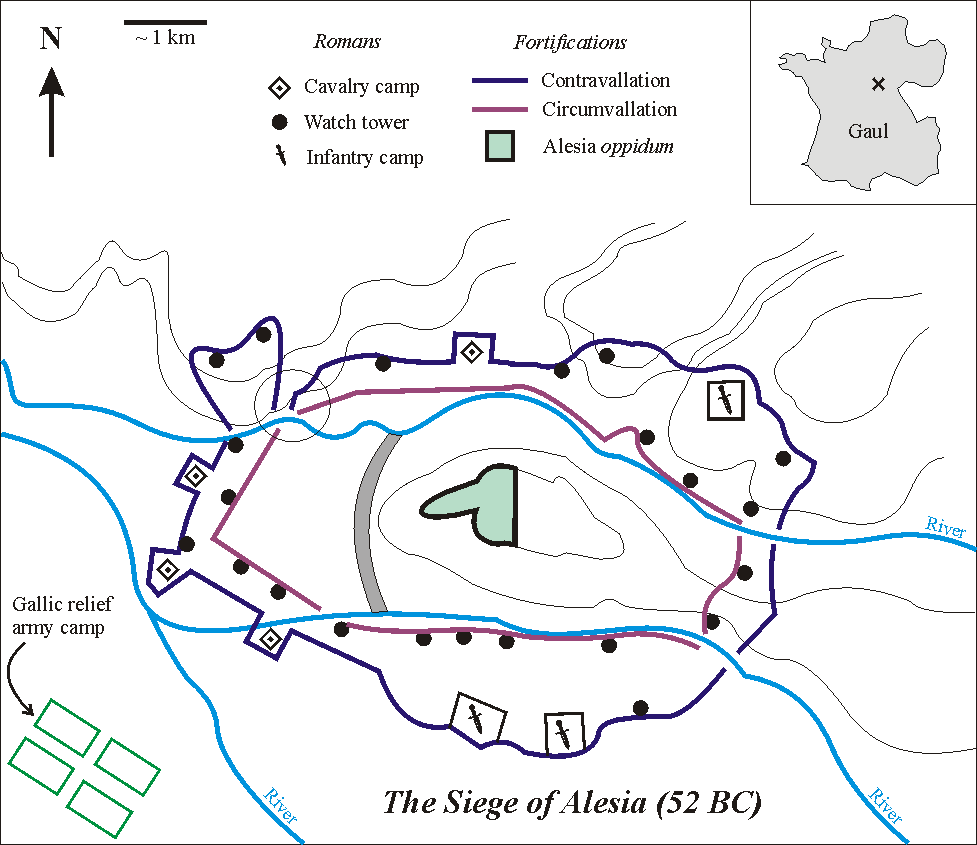
Schéma obléhacích opevnění postavených Caesarem kolem oppida Alesia.
(Kroužek označuje slabé místo v severozápadní části obléhacího opevnění. Malý obrázek: křížek znázorňuje polohu Alésie na mapě Francie.)

V lokalitě bylo nalezeno mimořádně mnoho pozůstatků bitvy:
30 úlomků přileb (většinou galských)
116 součástí štítů (většinou galských a germánských)
15 mečů, 40 úlomků (většinou galských)
části římských mečů a dýk
392 kusů výstroje (galské i římské)
146 hrotů šípů (většinou galských)
11 střel do katapultu
29 olověných střel do římských praků
a mnoho dalších předmětů
Dvě z nalezených olověných střel do praku byly signovány T.Labi, což se interpretuje jako podpis Caesarova legáta Tita Labiena.

## Galo-románská osada Alésia
Kapitulací obránců samotná Alésia nezanikla. Během dalších desetiletí římské okupace dostává Alésia postupně městský charakter. Zatímco architektura soukromých domů se vyvíjela pomalu a byly dále stavěny z materiálů snadno podléhajících zkáze, prošlo centrum města zásadní rekonstrukcí. Chrám byl stržen a nový postaven z kamene. Síť ulic byla organizována kolem politického a náboženského centra. Monumentální centrum se postupně přesunulo na východ od původního centra a na západě vyrostlo divadlo. Bývalé oppidum tak bylo obýváno nepřetržitě, na rozdíl od mnoha jiných lokalit, které byly opuštěny. Důvody pro toto trvalé osídlení mohly být náboženské povahy.
Rozvoj města trval až do poloviny třetího století, kdy začal pokles způsobený politickou a ekonomickou krizí Římské říše. Germánská invaze v roce 269 město vážně poškodila, ale bylo znovu obnoveno. Druhý germánský útok v roce 276 město devastoval zcela a k rekonstrukci již nedošlo. Hutnictví železa a bronzu v lokalitě zmizelo. Dlouho přežívající svatyně bohyně Kybelé byla opuštěna kolem roku 370. Od počátku pátého století, v podstatě s nástupem křesťanství, byla již Alésia definitivně v troskách.